# محله هوایی گرند هون ممریال
محله هوایی گرند هون ممریال (به انگلیسی: Grand Haven Memorial Airpark) یک فرودگاه همگانی است که یک باند فرود آسفالت دارد و طول باند آن ۱۱۴۳ متر است. این فرودگاه در کشور ایالات متحده آمریکا قرار دارد و در ارتفاع ۱۸۴ متری از سطح دریا واقع شده‌است.